# Stanisław Parzniowski
Stanisław Parzniowski (Parzniewski) herbu Paparona (zm. przed 13 stycznia 1511) – podsędek sieradzki w latach 1503-1510, podczaszy sieradzki w latach 1497-1498.
Poseł na sejm piotrkowski 1504 roku z województwa sieradzkiego.